# Осада Киева (1324)
Осада Киева 1324 года — описанная в белорусско-литовских летописях осада Киева литовским войском под предводительством Гедимина после разгрома объединённого войска южнорусских княжеств в битве на реке Ирпень.

## Ход событий
После победной битвы на подступах к Киеву Гедимин незамедлительно начал осаду города. После битвы князь Станислав бежал, но киевляне организовали оборону города без него, запершись в Киевском замке. Они мужественно сражались, отражая всё новые приступы литовцев. Гедимин угрожал защитникам Киева расправой, если те не сдадут город добровольно, однако киевляне пренебрегали угрозами, рассчитывая на появление князя с собранным в других княжествах войском. Но спустя месяц надежды на деблокаду начали иссякать и киевляне начали долгие переговоры с Гедимином. Одним из условий была неприкосновенность земельных владений («отчин»). По результатам переговоров было принято решение сдать замок и город. К Гедимину вышли митрополит, владыки, архимандриты, протопопы со всем духовенством, неся кресты и хоругви. С ними вышла знать и большое количество горожан. Они били челом Гедимину и сдавались на его милость, принося ему присягу верности. Гедимин торжественно въехал в город. После этого ему добровольно сдались Переяслав, Белгород-Киевский, Снепород, Канев, Черкассы, Путивль и ряд других южнорусских городов.

## Последствия
Своим наместником в Киеве Гедимин назначил Миндовга Гольшанского. Взятие Киева Гедимином не означало конца зависимости Южной Руси от Золотой Орды. Ордынский выход сохранялся ещё долгое время, в Киеве продолжал находиться ордынский баскак. Гедимин сменил князя Станислава как держатель ярлыка на киевские земли и сохранял обязанность выплаты с них ежегодной дани. Полноценное вхождение Киева в состав Великого княжества Литовского состоялось спустя четыре десятилетия в результате литовской победы в битве на Синих Водах.

## Достоверность и датировка
Ряд историков ставят под сомнение достоверность сведений из белорусско-литовских летописей относительно всего похода Гедимина на Южную Русь. Другие историки, такие как Феликс Шабульдо, относятся к ним как к достоверным, однако считают, что указанный в первоисточниках 1321 год не точен. Скорее всего, это событие могло произойти в 1323—1325 годах, поэтому битву на реке Ирпень и взятие Киева условно датируют 1324 годом.